# Anna Montgomery Campbell
Anna Montgomery Campbell, coneguda amb el nom de guerra kurd «Hêlîn Qereçox», (Lewes, 1991 – Afrin, 15 de març de 2018) va ser una guerrillera feminista, anarquista i activista per l'abolició de les presons anglesa. Va lluitar amb les Unitats de Protecció de les Dones (YPJ) al Kurdistan occidental durant la Guerra Civil siriana.

## Trajectòria
Campbell va néixer a Lewes, East Sussex, Anglaterra. És filla del músic de rock progressiu Dirk Campbell. Va ser educada a l'escola independent St. Mary's Hall a Brighton, en acabar va anar a estudiar a la Universitat de Sheffield. Posteriorment, es va traslladar a Bristol, on va treballar com a lampista. Campbell estava implicada en molts moviments polítics, incloent-hi les protestes estudiantils del 2010, la Hunt Saboteurs Association i la Creu Negra Anarquista en anglès anomenada Anarchist Black Cross. També participa en altres organitzacions anarquistes i abolicionistes del sistema de presons.
Campbell va lluitar amb les YPJ en la seva ofensiva contra l'Estat Islàmic de l'Iraq i el Llevant a la ciutat siriana de Deir al-Zor. També estava implicada en les activitats promogudes pel seu grup en defensa dels drets de les dones de Rojava. Segons The New York Times estava commoguda per la defensa de la regió autònoma, de majoria ètnica kurda, els líders de la qual advocaven unes polítiques seculars, democràtiques i igualitàries, amb drets iguals per a les dones.
Campbell va morir a causa de l'impacte d'un míssil de les forces armades turques durant l'operació militar al Cantó d'Afrin, en l'anomenada Operació Branca d'Olivera.
Segons van anunciar les mateixes YPJ:
| « | La nostra camarada britànica Hêlîn Qereçox (Anna Campbell) ha esdevingut un símbol de totes les dones que han resistit contra el feixisme a Afrin per tal de crear un món lliure. Prometem complir el Şehîd (martiri) amb lluita i honor per la memòria de Hêlîn i que estarà en la nostra lluita cap a la llibertat. | » |

És l'única dona britànica morta en les files de les YPJ.
Després de l'anunci de la seva mort el seu pare va iniciar una campanya per a recuperar el seu cadàver. No es van poder iniciar els treballs fins que es va acordar un alto el foc a la zona. Dirk Campbell va acusar el govern britànic d'una manca total de proactivitat per ajudar a recuperar el seu cos, el qual està encara per recuperar en data de 2019.
Com a resposta a la mort de Campbell un grup de manifestants format per amistat seves i membres del Bristol Kurdish Solidarity Network ("Xarxa de Solidaritat kurda a Bristol" en anglès) van bloquejar les oficines de BAE Systems a Bristol. Els activistes acusaven l'empresa d'armes de subministrar a Turquia armament i municions utilitzades contra civils en el conflicte de Rojava entre d'altres.